# عاج‌ماهی آبی
عاج‌ماهی آبی (نام علمی: Choerodon cyanodus) نام یک گونه از سرده عاج‌ماهی است.